# Ponte Edgar Cardoso

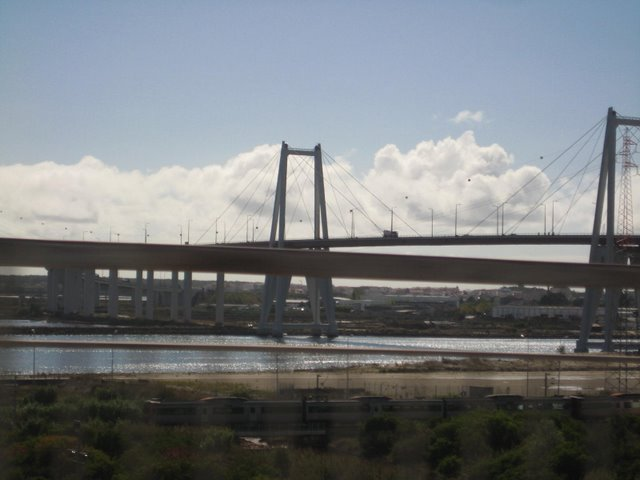
A Ponte Edgar Cardoso vista da Figueira da Foz.

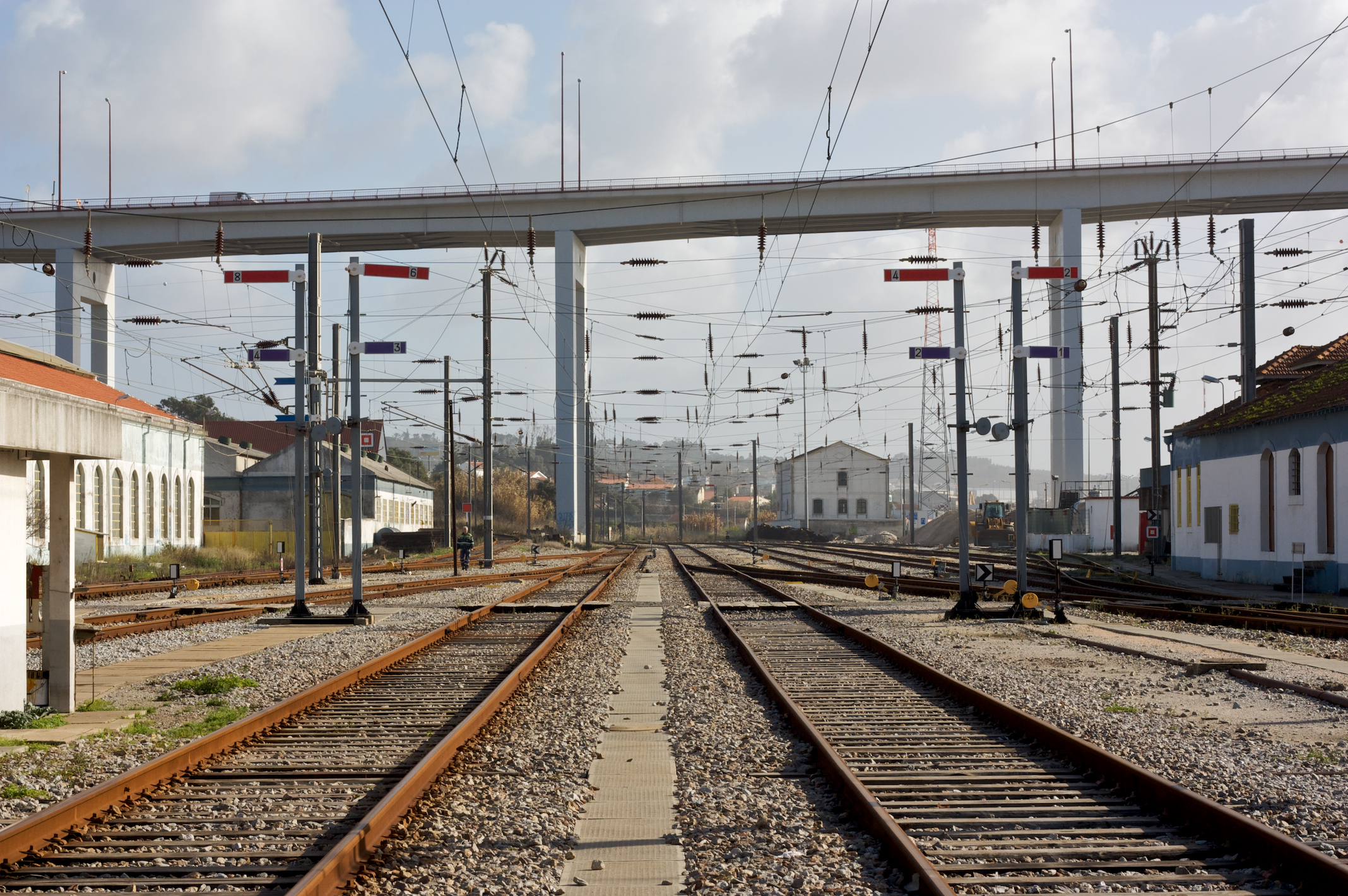
A Ponte Edgar Cardoso vista da Estação Ferroviária da Figueira da Foz.

A Ponte Edgar Cardoso, também conhecida como Ponte sobre o Mondego e antigamente também como Ponte da Figueira da Foz, é uma ponte sobre o rio Mondego ligando, na margem direita/norte, a freguesia de Buarcos e São Julião à, na margem esquerda/sul, freguesia de São Pedro, ambas no Município de Figueira da Foz.
Inaugurada no ano de 1982, foi desenhada pelo engenheiro português Edgar Cardoso. Foi a primeira ponte atirantada construída em Portugal.
Situa-se na Figueira da Foz, no litoral centro de Portugal, estando integrada na EN109/IC1. Esta ponte beneficiou de uma reabilitação profunda durante dois anos, a qual foi dada por concluída a 28 de Julho de 2005, ocasião em que a estrutura recebeu o seu nome actual.
Permite a travessia sobre o rio Mondego, sobre numerosos arrumentos urbanos e sobre as duas ferrovias com término na Figueira da Foz — a Linha do Oeste e o com o desativado em 2009 Ramal da Figueira da Foz.